# Karl Fritzsch
Karl Fritzsch, född 10 juli 1903 i Nassengrub, Böhmen, rapporterad som saknad 2 maj 1945 i Berlin, var en tysk SS-Hauptsturmführer. Han är känd för att ha föreslagit bruket av Zyklon B i Auschwitz gaskammare. Han var för en tid Rudolf Höss ställföreträdare i Auschwitz.

## Biografi
Fritzsch inträdde 1930 i Nationalsocialistiska tyska arbetarepartiet (NSDAP) och Schutzstaffel (SS). År 1933 placerades han som lägervakt i koncentrationslägret koncentrationslägret Dachau. Den 14 juni 1940 utsågs han till förste Schutzhaftlagerführer (chef för skyddshäkteslägret) i Auschwitz I (Stammlager).
I början av september 1941, då lägrets kommendant Rudolf Höss befann sig på tjänsteresa, kom Fritzsch på idén att använda insektsmedlet Zyklon B för att gasa ihjäl fångar i Auschwitz. Den 3 september gasade man för första gången ihjäl människor med Zyklon B; offren var 600 ryska krigsfångar och cirka 270 polska fångar. Höss uttryckte lättnad över att denna nya mordmetod hade introducerats.
Fritzsch var i Auschwitz ansvarig för att de fångar som försökte rymma bestraffades. Den 29 juli 1941 upptäckte Fritzsch att tre fångar fattades och dömde då tio män till svältdöden. En av dem, Franciszek Gajowniczek (1901–1995), skonades efter det att den katolske prästen Maximilian Kolbe hade erbjudit sig att ta hans plats.
Det är oklart om Fritzsch stupade i slaget om Berlin eller försvann.